# Guetta Blaster
Guetta Blaster je druhé studiové album francouzského DJ Davida Guetty. Bylo vydáno 13. září 2004 vydavatelstvím Virgin Records.

## Seznam skladeb
1. „Money“ (Radio edit) (feat. Chris Willis & Moné) – 3:06
2. „Stay“ (feat. Chris Willis) – 3:30
3. „The World Is Mine“ (feat. JD Davis) – 3:38
4. „Used to Be the One“ (feat. Chris Willis) – 4:06
5. „Time“ (feat. Chris Willis) – 4:07
6. „Open Your Eyes“ (feat. Stereo MCs) – 4:15
7. „ACDC“ – 4:01
8. „In Love with Myself“ (feat. JD Davis) – 4:26
9. „Higher“ (feat. Chris Willis) – 3:43
10. „Movement Girl“ (feat. James Perry) – 4:01
11. „Get Up“ (feat. Chris Willis) – 3:03
12. „Last Train“ (feat. Miss Thing) – 3:07